# 세라노고추
세라노고추(스페인어: Chile serrano 칠레 세라노[*])는 멕시코의 매운 고추이다.

## 사진 갤러리

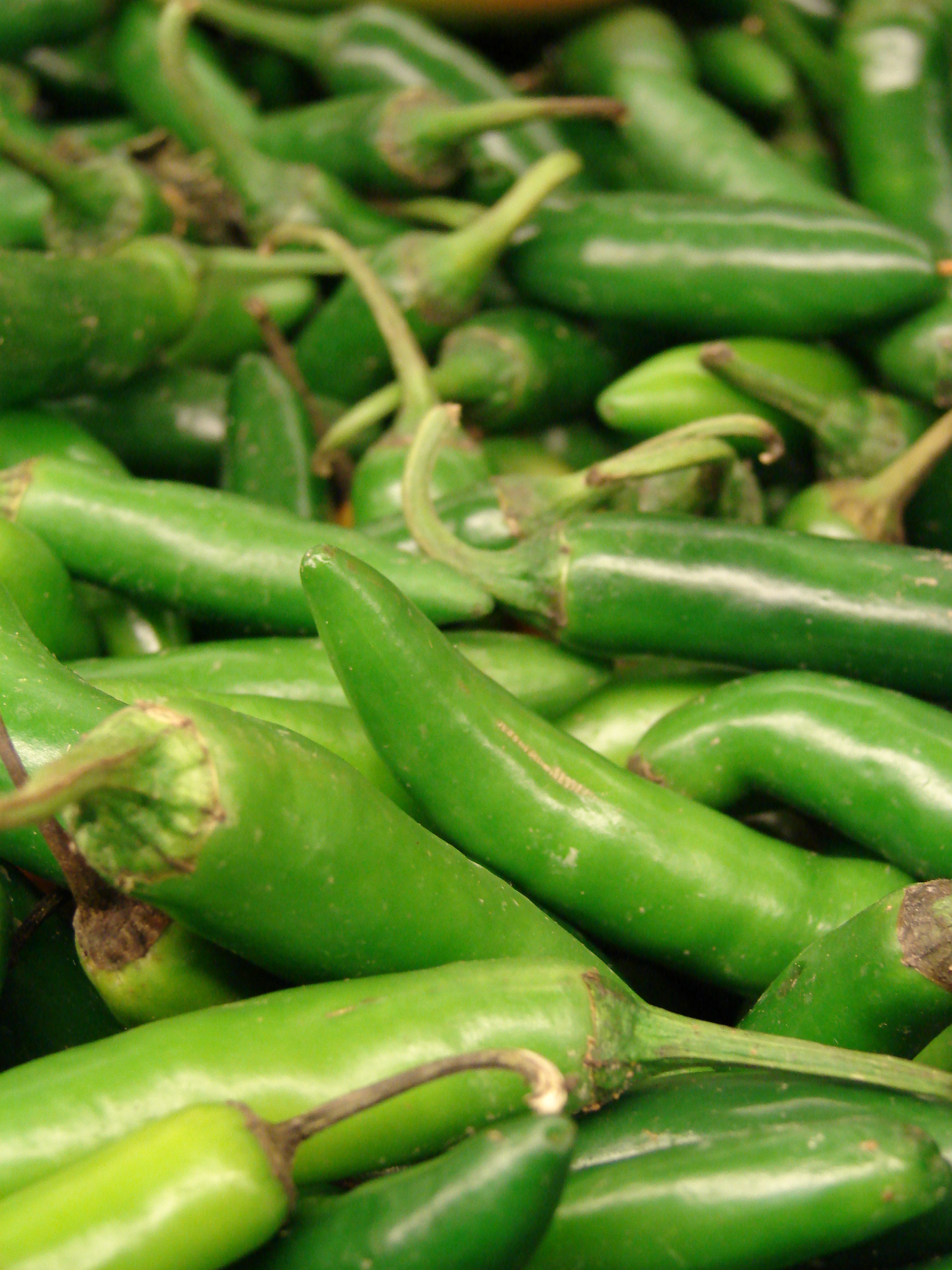
풋세라노고추

## 같이 보기
- 카옌고추
- 할라페뇨고추